# Frontière entre Antigua-et-Barbuda et le Royaume-Uni
La frontière entre Antigua-et-Barbuda et le Royaume-Uni concerne la limite maritime entre Antigua-et-Barbuda et les îles britanniques d'Anguilla (au nord avec Barbuda) et de Montserrat (au sud avec Antigua et Redonda).

## Historique
En 2017, des discussions sont engagées pour aboutir à une formalisation des zones économiques. En juillet 2021, le tracé Nord avec Anguilla est signé. La frontière est défini par 15 points avec un tripoint établissant la frontière avec la France.
Il reste alors à Antigua-et-Barbuda à formaliser encore le tracé avec Montserrat et Saint-Christophe-et-Niévès

## Caractéristiques
Les espaces maritimes de chacun des deux pays sont délimités par la ligne située à égale distance de leur ligne de base respective ; elle joint par des arcs géodésiques les points dont les coordonnées géographiques sont les suivantes (dans le système géodésique WGS 84) :
| Ligne de délimitation entre Antigua-et-Barbuda et Anguilla | Ligne de délimitation entre Antigua-et-Barbuda et Monserrat |
| --- | ----------------------------------------------------------- |
| - 18° 18’ 36.1’’ N , 062° 13’ 37.3’’ W - 18° 18’ 45.2’’ N , 062° 13’ 37.3’’ W - 18° 19’ 25.7’’ N , 062° 13’ 14.3’’ W - 18° 37’ 04.1’’ N , 062° 03’ 11.3’’ W - 18° 42’ 33.2’’ N , 062° 00’ 03.3’’ W - 18° 48’ 02.3’’ N , 061° 56’ 55.1’’ W - 19° 05’ 39.8’’ N , 061° 46’ 48.8’’ W - 19° 25’ 49.0’’ N , 061° 35’ 12.4’’ W - 19° 27’ 09.0’’ N , 061° 34’ 27.4’’ W - 19° 44’ 51.5’’ N , 061° 24’ 28.5’’ W - 20° 02’ 33.4’’ N , 061° 14’ 27.4’’ W - 20° 20’ 14.7’’ N , 061° 04’ 24.1’’ W - 20° 35’ 59.6’’ N , 060° 55’ 24.7’’ W - 20° 37’ 15.2’’ N , 060° 54’ 41.4’’ W - 20° 54’ 55.3’’ N , 060° 44’ 33.7’’ W | reste à définir                                             |

## Carte des frontières maritimes dans les Caraïbes

Délimitations des frontières maritimes dans les États et territoires des Caraïbes.